# Sharp ♯
「sharp ♯」（シャープ）は、ねごとの楽曲。同グループ2枚目のシングルとして2012年4月4日にKi/oon Musicから発売された。

## 解説
- 「sharp ♯」は、MBS・TBS系列テレビアニメ『機動戦士ガンダムAGE』（第二部・アセム編）のオープニングテーマに起用された。
- 初回仕様は、透明パッケージにメンバーオリジナルデザインのメッセージプリントを封入(全4種中1種)。
- ♯は半音上がるという意味。「少しでも進んでいきたい」という思いが込められている。上記の理由により、タイトルに用いられている記号は「#」ではなく「♯」である。
- レーベル改称により、今作からKi/oon Musicとしてのリリースとなり、今作がKi/oon Music全体で最初のリリースとなった[注釈 1]。
- ねごとのシングルでオリコントップ10入りを果たしたのは本作のみである。

## 収録曲
1. sharp ♯ [3:42]
  - MBS・TBS系アニメ『機動戦士ガンダムAGE』第二部・アセム編オープニングテーマ（第16話 - 第28話）
2. drop [4:10]
3. Tonight  [3:32]  The cribsカバー

作詞：蒼山幸子 (トラック1,2)
作曲：沙田瑞紀，蒼山幸子 (トラック1,2)
作詞作曲：The cribs (トラック3)